# Snorri Markússon
Snorri Markússon (1222 – 1313) fue un jurista medieval de Breiðafjördur, Garðar á Akranesi, Borgarfjarðarsýsla en Islandia. Es un personaje de la saga Sturlunga, y saga Þórðar hreðu. Era hijo de Markús Þórðarson. A Snorri se le atribuye la genealogía que aparece al final de Melabók. 